# Coulinus
Coulinus — рід цикадок із ряду клопів.

## Опис
Цикадки розміром 3—5 мм. Міцні, помірно коренасті, з широкою, закруглено-тупокутною головою, що виступає. У колишньому СРСР проживає 2 види.
- Coulinus usnus Beirne, 1954